# Guinglange
Guinglange est une commune française située dans le département de la Moselle et le bassin de vie de la Moselle-Est en région Grand Est.

## Géographie
| Raville              | Fouligny   | Haute-Vigneulles |
| Servigny-lès-Raville | Guinglange | Flétrange        |
| Hémilly              |            | Elvange          |

### Écarts et lieux-dits
- Helfling ;
- Vitrange.

### Hydrographie

#### Réseau hydrographique
La commune est située dans le bassin versant du Rhin au sein du bassin Rhin-Meuse. Elle est drainée par la Nied Allemande, le ruisseau de Vigneulles et le ruisseau d'Hemilly.
La Nied allemande, d'une longueur totale de 57,9 km, prend sa source dans la commune de Guenviller et se jette dans la Nied à Condé-Northen, après avoir traversé 23 communes.

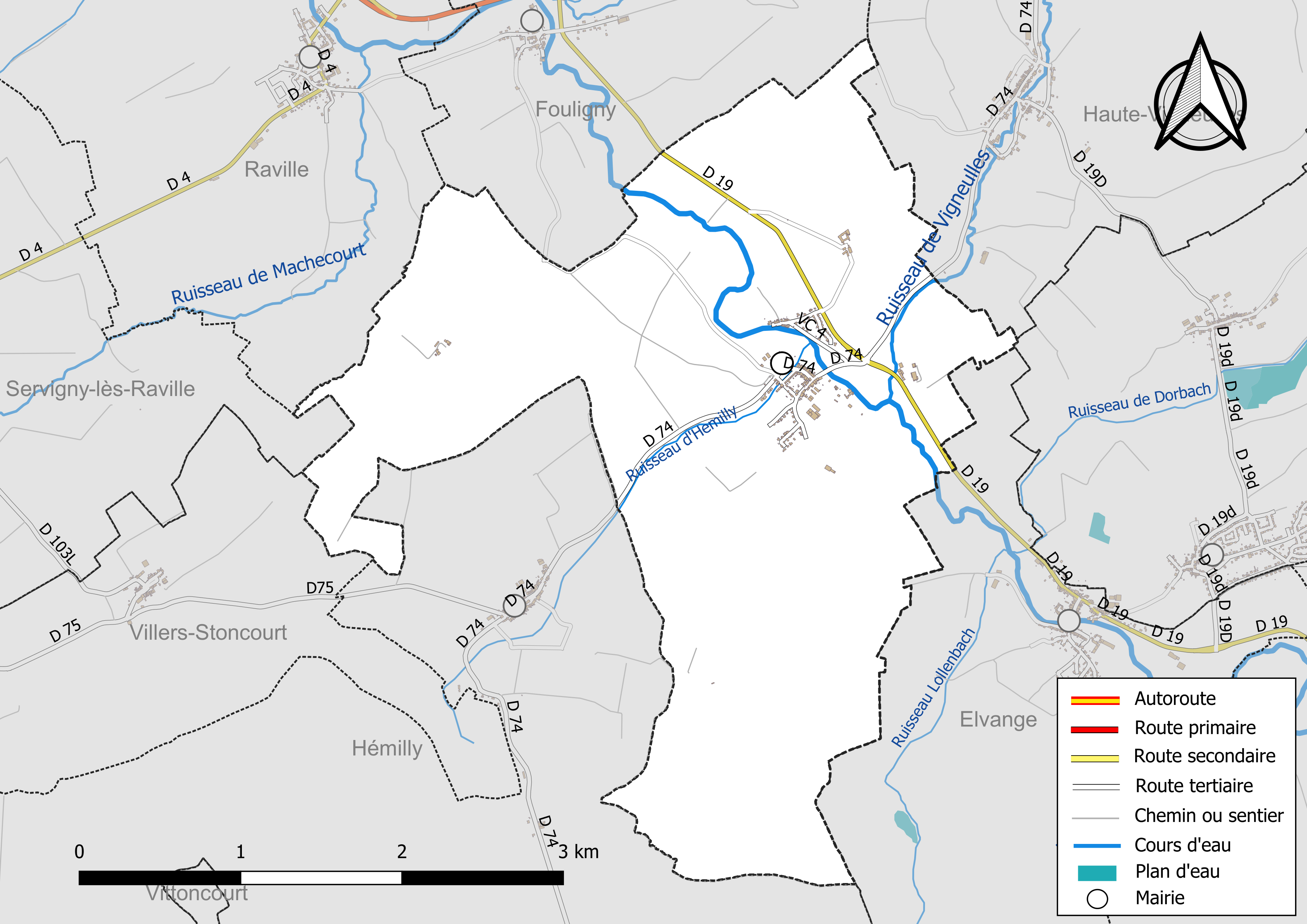
Réseaux hydrographique et routier de Guinglange.

Le ruisseau de Vigneulles, d'une longueur totale de 10,5 km, prend sa source dans la commune de Laudrefang et se jette  dans la Nied allemande sur la commune, après avoir traversé quatre communes.

#### Gestion et qualité des eaux
Le territoire communal est couvert par le schéma d'aménagement et de gestion des eaux (SAGE) « Bassin Houiller ». Ce document de planification, dont le territoire est approximativement délimité par un triangle formé par les villes de Creutzwald, Faulquemont et Forbach, d'une superficie de 576 km2, a été approuvé le 27 octobre 2017. La structure porteuse de l'élaboration et de la mise en œuvre est la région Grand Est. Il définit sur son territoire les objectifs généraux d’utilisation, de mise en valeur et de protection quantitative et qualitative des ressources en eau superficielle et souterraine, en respect des objectifs de qualité définis dans le SDAGE  du Bassin Rhin-Meuse.
La qualité des eaux des principaux cours d’eau de la commune, notamment de la Nied Allemande et du ruisseau de Vigneulles, peut être consultée sur un site spécial géré par les agences de l’eau et l’Agence française pour la biodiversité. Ainsi en 2020, dernière année d'évaluation disponible en 2022, l'état écologique de la Nied Allemande était jugé médiocre (orange). 

### Climat
Pour des articles plus généraux, voir Climat du Grand Est et Climat de la Moselle.
En 2010, le climat de la commune est de type climat des marges montargnardes, selon une étude du Centre national de la recherche scientifique s'appuyant sur une série de données couvrant la période 1971-2000. En 2020, Météo-France publie une typologie des climats de la France métropolitaine dans laquelle la commune est exposée à un climat semi-continental et est dans la région climatique  Lorraine, plateau de Langres, Morvan, caractérisée par un hiver rude (1,5 °C), des vents modérés et des brouillards fréquents en automne et hiver. 
Pour la période 1971-2000, la température annuelle moyenne est de 9,8 °C, avec une amplitude thermique annuelle de 17,1 °C. Le cumul annuel moyen de précipitations est de 774 mm, avec 11,8 jours de précipitations en janvier et 9 jours en juillet. Pour la période 1991-2020, la température moyenne annuelle observée sur la station météorologique de Météo-France la plus proche, « Lesse_sapc », sur la commune de Lesse à 12 km à vol d'oiseau, est de 10,7 °C et le cumul annuel moyen de précipitations est de 694,0 mm. 
La température maximale relevée sur cette station est de 40 °C, atteinte le 25 juillet 2019 ; la température minimale est de −20,7 °C, atteinte le 20 décembre 2009,,. 
Les paramètres climatiques de la commune ont été estimés pour le milieu du siècle (2041-2070) selon différents scénarios d'émission de gaz à effet de serre à partir des nouvelles projections climatiques de référence DRIAS-2020. Ils sont consultables sur un site spécial publié par Météo-France en novembre 2022.

## Urbanisme

### Typologie
Au 1er janvier 2024, Guinglange est catégorisée commune rurale à habitat dispersé, selon la nouvelle grille communale de densité à sept niveaux définie par l'Insee en 2022.
Elle est située hors unité urbaine. Par ailleurs la commune fait partie de l'aire d'attraction de Metz, dont elle est une commune de la couronne,. Cette aire, qui regroupe 245 communes, est catégorisée dans les aires de 200 000 à moins de 700 000 habitants,.

### Occupation des sols
L'occupation des sols de la commune, telle qu'elle ressort de la base de données européenne d’occupation biophysique des sols Corine Land Cover (CLC), est marquée par l'importance des territoires agricoles (81,2 % en 2018), une proportion identique à celle de 1990 (81,2 %). La répartition détaillée en 2018 est la suivante : 
terres arables (57,4 %), prairies (23,8 %), forêts (16,3 %), zones urbanisées (2,5 %). L'évolution de l’occupation des sols de la commune et de ses infrastructures peut être observée sur les différentes représentations cartographiques du territoire : la carte de Cassini (XVIIIe siècle), la carte d'état-major (1820-1866) et les cartes ou photos aériennes de l'IGN pour la période actuelle (1950 à aujourd'hui).

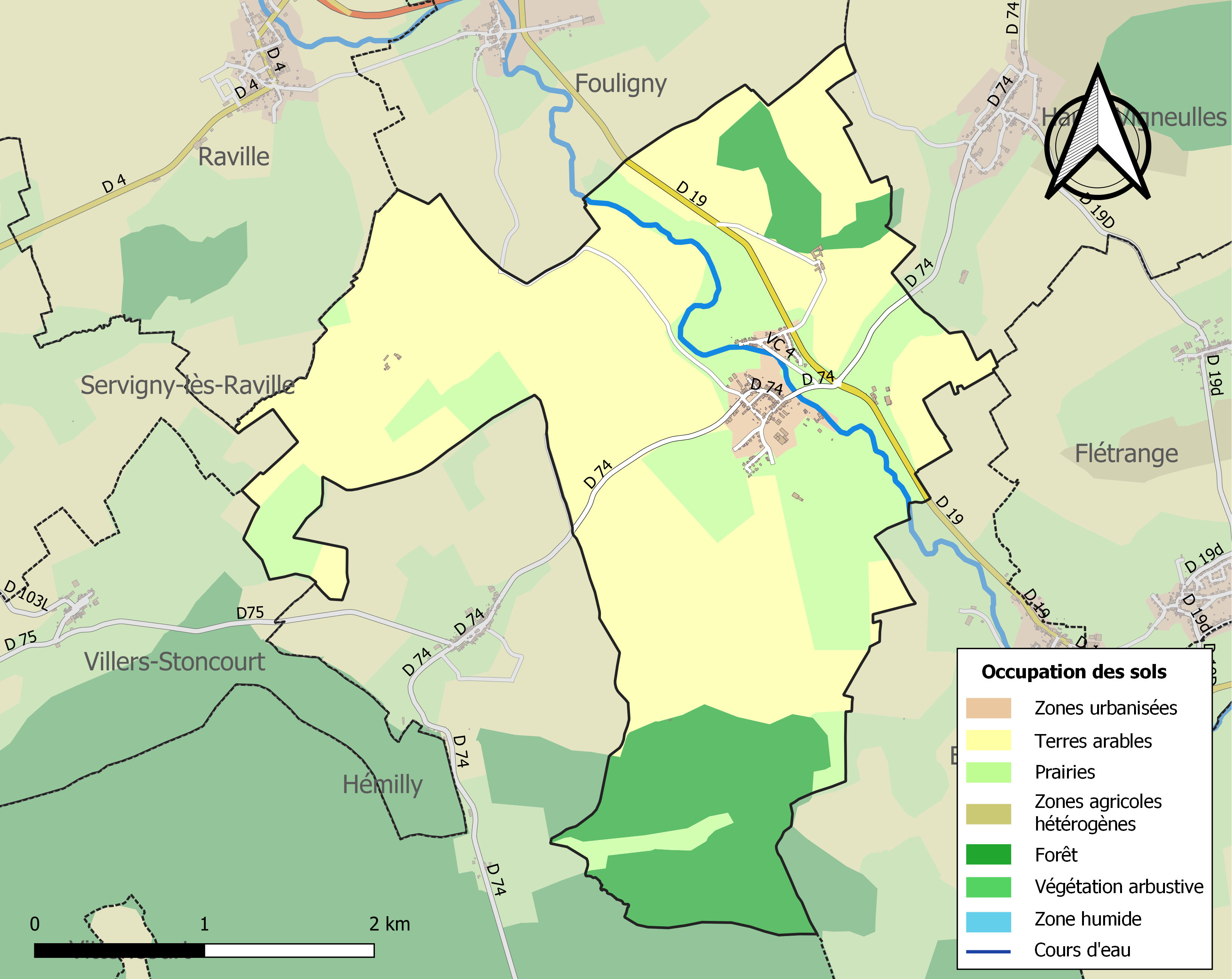
Carte des infrastructures et de l'occupation des sols de la commune en 2018 (CLC).

## Toponymie
- Guinglange : D'un nom de personne germanique Gango[17] ou Gundegisil[18] suivi du suffixe -ing francisé en -ange. Au XIXe siècle, Guinglange était également connu au niveau postal sous l'alias de Guingelingen[19].
  - Gangoniaga (848), Gencelanga (1191), Guinguelanges (1241 et 1354), Gengelingen (1377), Guingelingen (1500), Gengeliga/Gingelinga/Ginglange (1544), Gengliga (1607), Guenguelingen et Genglincken (1681), Gunglange (1756), Guinglange (1793), Gänglingen (1871-1918).
  - En allemand : Gænglingen[20]. En francique lorrain : Genglingen.
- Helfling : Petite-Helfedange (1688), Helfing (1756), Helphedange (La Petite-)[20]. En allemand : Helfling[20].
- Vitrange : Woitranges (XVe siècle), Wittrenges (1420), Vitrange/Vidrange ou Vertrange (1756). En allemand : Witringen[20].

## Histoire
Le village a fait partie de la seigneurie de Helfedange. Le château d'Helfedange a appartenu aux évêques de Metz, à la famille d'Helfedange, à Jean IV de Nassau-Sarrebruck qui fit construire un nouveau bâtiment et un pont sur la Sarre en 1546-1548. Le parlement de Metz attribua en 1719 la seigneurie à Anne-Dorothée de Ribeaupierre et à Marie-Charlotte de Créhange. Était siège d'une cure dépendant de l'archiprêtré de Varize.

## Politique et administration
| Période                                  | Période                | Identité           | Étiquette | Qualité |
| ---------------------------------------- | ---------------------- | ------------------ | --------- | ------- |
| mars 1983                                | mars 2008              | Jean-Marie Burtard |           |         |
| mars 2008                                | avril 2011 (Démission) | Jean Didelon       |           |         |
| mai 2011                                 | mai 2020               | Jean-Claude Veber  |           |         |
| mai 2020                                 | En cours               | Éric Burtard       |           |         |
| Les données manquantes sont à compléter. |                        |                    |           |         |

## Démographie
L'évolution du nombre d'habitants est connue à travers les recensements de la population effectués dans la commune depuis 1793. Pour les communes de moins de 10 000 habitants, une enquête de recensement portant sur toute la population est réalisée tous les cinq ans, les populations de référence des années intermédiaires étant quant à elles estimées par interpolation ou extrapolation. Pour la commune, le premier recensement exhaustif entrant dans le cadre du nouveau dispositif a été réalisé en 2008.

En 2022, la commune comptait 328 habitants, en évolution de −1,2 % par rapport à 2016 (Moselle : +0,52 %, France hors Mayotte : +2,11 %).
| 1793 | 1800 | 1806 | 1821 | 1836 | 1841 | 1861 | 1866 | 1871 |
| ---- | ---- | ---- | ---- | ---- | ---- | ---- | ---- | ---- |
| 479  | 476  | 543  | 587  | 571  | 515  | 486  | 485  | 460  |

| 1875 | 1880 | 1885 | 1890 | 1895 | 1900 | 1905 | 1910 | 1921 |
| ---- | ---- | ---- | ---- | ---- | ---- | ---- | ---- | ---- |
| 415  | 425  | 403  | 386  | 363  | 316  | 304  | 293  | 259  |

| 1926 | 1931 | 1936 | 1946 | 1954 | 1962 | 1968 | 1975 | 1982 |
| ---- | ---- | ---- | ---- | ---- | ---- | ---- | ---- | ---- |
| 228  | 232  | 204  | 215  | 206  | 210  | 217  | 192  | 224  |

| 1990 | 1999 | 2006 | 2008 | 2013 | 2018 | 2022 | - | - |
| ---- | ---- | ---- | ---- | ---- | ---- | ---- | - | - |
| 222  | 237  | 281  | 294  | 321  | 326  | 328  | - | - |

## Culture locale et patrimoine

### Lieux et monuments
Le château d'Helfedange, bâtiment rectangulaire formé de quatre corps, parties XVIIe siècle, deux tours rondes.
Deux lotissements sont récemment sortis de terre : Les hauts jardins et Les hirondelles.

#### Édifices religieux
- Église Saint-Pierre 1768.

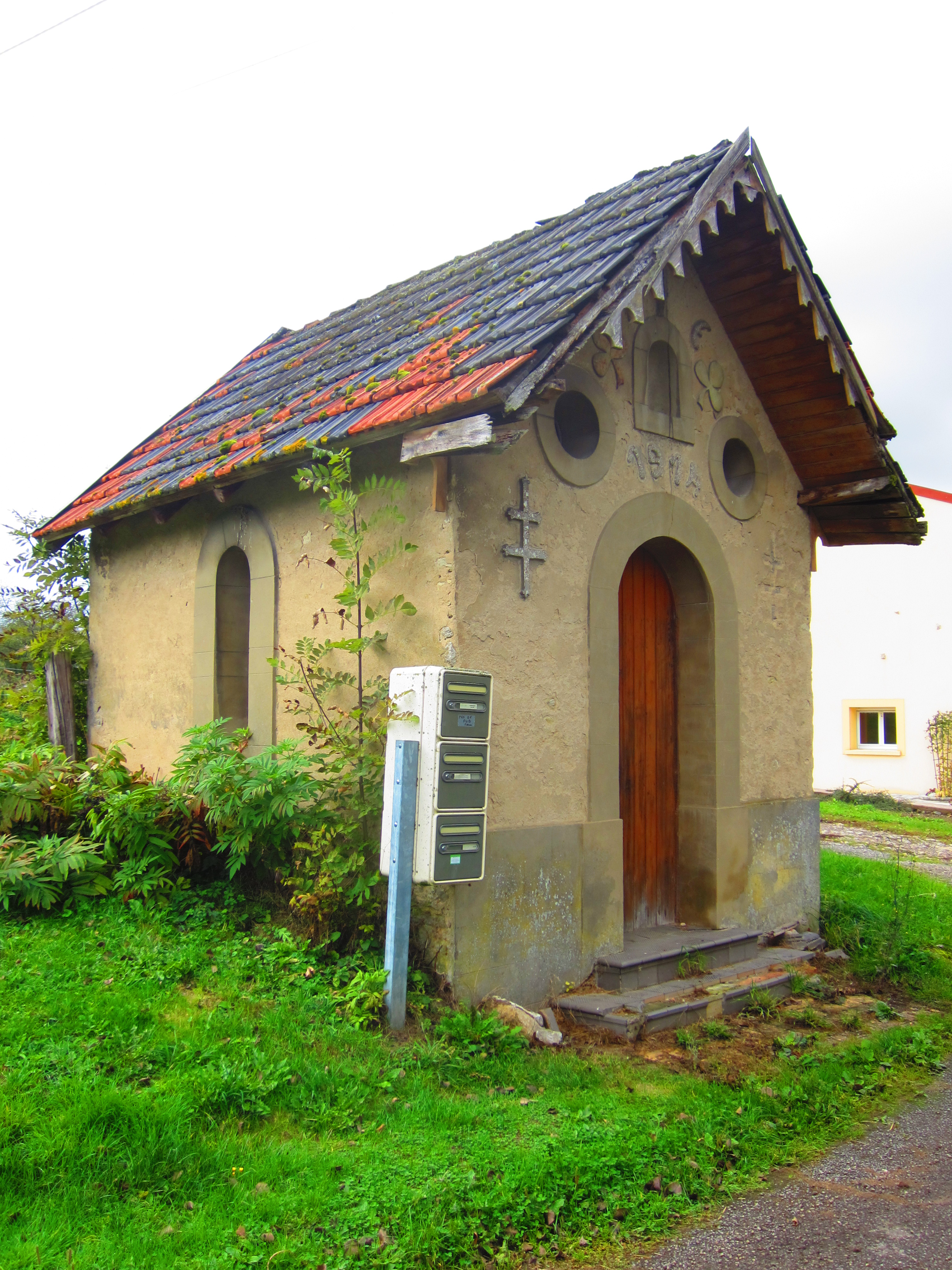
Chapelle au lieu dit Moulin-Haut.

- Chapelle au lieu-dit Moulin Haut construite en 1914.
- Croix de choléra.

### Personnalités liées à la commune
- Édouard Corbedaine, sénateur sous la Troisième République, né le 11 novembre 1879 à Guinglange.
- Maxime Noiré, peintre orientaliste né le 9 novembre 1861 et mort à Alger le 4 juillet 1927.

### Héraldique
| Blason de Guinglange | Blason  | Fascé de gueules et d'argent de huit pièces, la deuxième fasce de gueules chargée d'une étoile d'argent. |
| Blason de Guinglange | Détails | Le statut officiel du blason reste à déterminer.                                                         |